# Г-4 супер галеб
Г-4 супер галеб је југословенски школско - борбени авион с турбомлазним мотором, намењен за прелазно школовање пилота. Развијен је као савременији наследник Г-2 Галеба, већих могућности, за прелазно школовање војних пилота после авиона Утва 75, односно после авиона Ласта, а испред авиона Орао и других борбених авиона. Секундарна му је борбена намена за дејство против циљева на земљи.
Пројекат и комплетан развој је водио Ваздухопловнотехнички институт у Жаркову а произведен је у ваздухопловној индустрији СФРЈ, на челу с фабриком авиона Соко Мостар.

## Историја
Развијен је у две верзије, прва с класичним хоризонталним репом са крмилом, друга са интегралним целообртним хоризонталним репом. У првој варијанти је произведено шест примерака, који су служили као тегљачи мета. Друга варијанта је усвојена као серијски стандард.
Први прототип је полетео 18. јула 1978. године, други (са целообртним хоризонталним репом) годину дана касније. Серијска производња је почела током 1983.
Супер Галеб је пројектован наменски да замени Г-2 Галеб. Савремено је конципиран са надвишењем задње кабине, са хидрауличким серво покретачима на крилцима и интегралном репу, негативног диедра и са пилотским седиштем са којим је безбедно спашавање на нултој брзини и на нултој висини. Команде лета се концепцијски поклапају са решењима на авиону Орао, само у механичко хидрауличком сегменту. У овом случају, није био нужан електронски део (пригушивачи и аутопилот). Велика је неповољност избор мотора Вајпер (енгл. Viper), што му је умањило квалитет. Иначе је Г-4, по свим оценама, најуспешнији авион из домаћег развоја и производње. У току пројекта, посвећена је посебна пажња строгој оптимизацији управљивости и стабилности авиона, без увођења допунских уређаја (помагала). То се потврдило и у лету са оствареним врхунским карактеристикама.
Крајем осамдесетих година, Супер Галеб је учествовао у JPATS конкурсу. У мају месецу 1990. године је на њему летело више америчких пилота. Први пут је на њему летео морнарички пилот и жена пилот капетан Лин Ен Мертен (Lynn Anne Merten), инструктор за ковит у пилотској школи. Тада је Г-4 практично летео у најекстремнијим условима ковита, без ограничења броја окретаја (први пут са великим бројем). Добио је највише оцене за понашање у тим условима, као и за друге летне карактеристике. Капетан Merten је после слетања искрено изјавила: „На Г-4 сам извела најлепше ковите у свом животу. Имала сам осећај да треба само повући палицу и опустити се. Авион сам изводи оно што му пилот зада и спреман је да брзо и лако поправи могућу грешку“. Г-4 није могао проћи на конкурсу због застарелог мотора, велике специфичне потрошње горива. Тешко би прошао и због политичке ситуације, држава је била пред распадом. У конкуренцији девет авиона изабран је Бич Пилатус PC-9 Mk2 (Beech-Pilatus PC-9 Mk2, касније реконструисан у T6 Тексан II).
Генерал армије Жан Флури (Jean Fleury), начелник генералштаба РВ Републике Француске, приликом посете РВ и ПВО СФРЈ, летео је 14. децембра 1989. године на Г-4 Супер Галебу у Задру, на аеродрому Земуник. То му је био 74-ти тип авиона, на коме је летео, у својој богатој каријери војног пилота. После успешног лета, дао је највише оцене о квалитету авиона. Између осталог је истакао: „Имао сам осећај да летим на два различита авиона. Један са брзинама до 400 km/h, а други са великим брзинама. На мањим брзинама, Г-4 ме подсећа на Фугу (авион класе Г-2), а при већим на Алфа џет. Одвојено од тога, оно што сам доживео у еволуцијама вратило ме је у моју пилотску младост, пробудило ми је успомене на доживљаје у TV-2 ".
У организацији СДПР-а, Г-4 је летео у промотивној функцији, амерички пилот новинар Џефри Етел, који је у тој улози пилотирао најпознатијим светским авионима. После лета је званично изјавио, између осталог и:
| „ | Када сам на стајанци први пут угледао тај авион, био сам импресиониран његовом савременом аеродинамиком. У кабини сам се осећао сјајно, јер је комфорна и прегледна. У лету сам урадио неколико петљи, серију ваљака, двоструких имелмана и осталих акробација. Све је то врло лако и једноставно, као да сам летео на својим крилима. | ” |

|  |  |  |

## Надоградње

### Пројекат једноседа
Поред двоседа, идејно је разматрана и верзија једноседа. Разматрано је решење појачаних борбених способности, у односу на стандардни двосед Г-4. У разматрање је било укључено допунско опремање и наоружавање, између осталог и уградња радара. Рад на идејном разматрању је обустављен. Процењено је да то решење није рационално, поред постојећег авиона Орао и започетог развоја Новог авиона, поготово што то није имало смисла радити с постојећим мотором.

### Г-4М
Прототип Г-4М (модернизован) је завршен у фабрици авиона Утва почетком 1999. године. Први лет авиона Г-4М извео је 22. марта 1999. пробни пилот Драгојло Гроздановић, два дана пре НАТО агресије. Пошто није био од никаквог значаја у борбеним задацима остављен на аеродрому, а повремено је премештан како би се избегло његово уништење. Лакша оштећења је ипак претрпео. Поправку је извршила Утва и враћен је исправан авион августа 2001, у Ваздухопловноопитни центар. Пробни лет је извео пилот Мирко Замаклар 23. априла 2002. Авион Г-4М је опремљен електронским нишанским системом властите производње и увећан му је асортиман и носивост наоружања. На крајевима крила су му интегрисане ракете ваздух-ваздух за блиску борбу, са ИЦ самонавођењем руске производње Р-60. На крилним носачима ракете ваздух-земља с ТВ-вођењем, АМГ-65Б маверик, америчке производње. Ојачана су сва четири поткрилна носача, тако да унутрашњи могу носити средства, масе до 500 kg, а спољни до 350 kg. Корисна носивост авиона Г-4М износи 1950 kg, што је 34,5% више од стандардног Г-4. Пилотска кабина је преуређена, измењен је размештај показивача и уграђен је нови уређај за генерисање симбола.

### Г-4МД
За потребе модернизације авиона Г-4 супергалеб, Република Србија развија Г-4МД (модернизован-дигитализован) са новом електроником и новим наоружањем. Рок употребе авиона треба да буде продужен до 2035. Авион ће бити оспособљен поред обуке и за борбене сврхе.

## Борбена историја

### Грађански рат
После почетних губитака ЈНА, које су јој словеначки територијалци и полицајци нанели 27. јуна 1991, ескадриле 5. корпуса РВ и ПВО добиле су наредбу да прикажу силу и одлучност у одбрани државе. Авиони Г-4 из 229. лбае полетели су на борбене задатке. Требало је да униште блокаде које су зауставиле јединице ЈНА на словеначким путевима. На аеродром у Бањалуци прелетела су три Г-4 и осам јастребова из 252. лбае.
На борбеним задацима учествовали су Г-4 са аеродрома у Земунику. Први ратни лет је извео авион 23727. У наредном кораку кризе Хрвати су формирали оружану силу. Аеродром Земуник налазио се превише близу противничких положаја, па се 249. лбае пребазирала на аеродром у Удбини.
Током лета 1991. године Г-4 су коришћени изнад кризних простора на задацима демонстрације силе, посебно у заштити колона ЈНА које су се повлачиле ка истоку и за визуелна извиђања. То су радили пилоти 252. лбае, која се са делом авиона до 11. августа задржала на аеродрому у Бањалуци.
Када су се крајем августа повремени инциденти претворили у отворени оружани сукоб хрватских снага са ЈНА и ТО, Г-4 су почели да се користе за борбене задатке. Пилоти из 252. лбае летели су тежишно изнад источне Славоније, на задацима ваздухопловне подршке 12. корпуса и 1. гардијске пролетерске механизоване дивизије. У тој ескадрили били су концентрисани искусни пилоти виших чинова, који су на себе преузели велики део ратног терета вида.
Као ојачање, изнад славонских простора летели су и Г-4 из 239 лбае. Од 7. јула на аеродрому у Тузли налазило се петнаест Г-4. Да би се равномерно поделили задаци на све пилоте пука, уведене су ротације ескадрила - од 12. 8. до 29. 8. на смени се нашла 239. лбае. Следећу смену чинили су припадници „орловске“ 242. лбае, али ратна нужда се морала уважити и зато се ескадриле Г-4 из Голубоваца вратила у Тузлу. Са аеродрома у Пули се 18. на 19. септембар пребазирала на аеродром у Тузли 229. лбае. Авиони су 10. октобра прелетели на аеродром у Голубовцима, из Команде РВ и ПВО наредили су да се 229. лбае уврсти у састав 172. пука. Са Г-4 је током стационирања на тузланском аеродрому изведено 108 борбених задатака.
Авиони Г-4 из 249. лбае летели су тежишно на задацима ватрене подршке 9. корпусу у северној Далмацији и Лици. На почетку сукоба у ескадрили се налазило четрнаест Г-4.
На почетку рата један број тих авиона Г-4 био је, осим у ескадрилама, и на ремонту у заводу „Змај“. После тешких преговора хрватске власти су гарантовале да неће правити проблеме током пресељавања завода и децембра 1991. из Велике Горице су извучени разни авиони, мотори, резервни делови, машине, документа, систем мета. Авиони су у деловима превезени на камионима, а само је један Г-4 прелетео на аеродром у Бихаћу. После 3. јануара 1992. у 18 часова, од када су на снази били договорени услови примирја, авиони више нису полетали на борбене задатке.
Једна ратна рунда се завршила, а друга је почела - од марта 1992. пуцало се у БиХ. Хрвати су покушали да преузму контролу над Херцеговином и да истисну федералне снаге. На задацима ватрене подршке летели су Г-4 са аеродрома у Голубовцима. Заједно са орловима извели су 389 борбених летова. У почетку су пилоти Г-4 изводили борбена дејства применом „ниске шеме“. На тај начин се обезбеђују прецизни погоци, али су авиони изложени ПВО противника. Када су хрватске снаге повећале број лаких преносних система ракетних система ПВО, прешло се на „високу шему“ - увођење у напад са висине од 3000 до 4000 m.
Како су Г-4 били наоружани само класичним невођеним средствима, на сваком борбеном задатку морали да улазе у зону дејства противничке ПВО. Поред тога, нису имали инфрацрвене мамце, који су на део авиона уграђени тек после завршетка сукоба. Зато су у 252. лбае на задатке слали парове Г-4 и јастребове са мамцима или су са Г-4 коришћене светлеће авио-бомбе.
Губици на борбеним задацима били су неизбежни - оборена су четири Г-4. Срећом, сва четири пилота преживела су искакањем из авиона. Пилот 252. лбае капетан прве калсе Зоран Маријановић погођен је 17. септембра 1991. у авиону 23603 у близини Сарваша. Колега из јединице капетан прве класе Новак Новаковић погођен је 9. новембра у Г-4 23734 код Јармине, али се извукао до простора под контролом ЈНА код Бачке Паланке и искочио из авиона. Из Г-4 23728 код Бриња, 20. септембра искочио је пилот 249. лбае поручник Зоран Катанић. Последњи ратни губитак било је обарање Г-4 23631 24. априла 1992. године, у ширем рејону Хутова. Командир 229. лбае потпуковник Никола Ђерфи је искочио, али су га заробиле хрватске снаге. После три месеца боравка у „Лори“, размењен је у Неметину. У Музеју ваздухопловства на аеродрому Никола Тесла у Београду чува се задњи део трупа Г4 23733 „Минка“ из 249. лбае који је изнад Лике 1991. погођен лаким преносним ракетни системом ПВО. Пилот Бранислав Ивановски је слетео са тешко оштећеном летелицом. Авион 23733 још увек лети.
Борбе на деловима простора државе нису прекинуле обуку у ВВА - током ратне школске 1991/1992. године у 229. и 239. ескадрили наставила се обука питомаца 42. класе на трећој години.
У В и ПВО Војске Републике Српске нашао се, стицајем околности, само један примерак Г-4 са евиденционим бројем 23725. На том авиону су два пилота полетела 2. јуна 1992. на прелет са Батајнице на аеродром у Бањалуци, у данима када се заокруживала подела федералних оружаних снага на две-три самосталне силе. Због ризика од противничке ПВО у прелету, изнад простора под контролом противника, пилоти су се одлучили за бришући лет. У ширем рејону Градачца налетели су на далековод, јер су летели ниже од висине жица. У проласку су остали без терминезона и дела вертикалног стабилизатора, које су одсекле жице далековода оштро и прецизно као жилет. Одсечени део су на хрватској државној ТВ станици приказивали као доказ о томе да су оборили авион. Борци у маскирним униформама позирали су за камеру држећи комад вертикалца на којем се јасно видео читав број 23725.
Авион Г-4 је требало да се врати на аеродром у Батајници, али је због оштећења задржан на поправци у Бањалуци. У међувремену се СРЈ дистанцирала од РС због страног притиска, па је Г-4 са орловима прешао у састав 27. лбае.
Интензивно је коришћен на борбеним задацима са аеродрома у Бањалуци, а 1994. и 1995. године и са Удбине. У матичну базу вратио се 5. августа 1995, када су и други борбени авиони са Удбине пребачени у РС пред продором хрватских снага. Авион је на једном борбеном лету погођен лаким преносним ракетним системом ПВО. Пилот се вратио у базу са оштећеним авионом. После рата тај Г-4 се вратио у строј.

### НАТО агресија
У припреме за одбрану од агресије НАТО-а све борбене ескадриле су октобра 1998. прошле „генералну пробу“ рата — јединице су дислоциране према ратним плановима и биле су у високој борбеној готовости за наменске задатке. Авиони Орао из 252. лбае, са посадама и техничким саставом, били су 15 дана октобра стационирани на Пониквама како би били ближе Косову у случају потребе да буду уведени у борбе против албанских терориста. У време прелета Орлови су до Пониква летели у смакнутом поретку са Г-4, како би се заварали противнички радари и онемогућило да региструју број пребазираних авиона. Г-4 су се вратили у матичну базу.
У пролеће 1999. године, у седмицама пред рат, авиони Г-4 из 252. лбае вукли су мете изнад полигона ради обуке посада противавионских оруђа. Дивизиони ПВО из састава РВ и ПВО имали су марта 1999, гађања на полигону Пасуљанске ливаде ради освежења знања резервиста. Када се већ сасвим извесно очекивао први удар НАТО-а, изабрани су циљеви за ватрена дејства за све ескадриле наоружане авионима Орао и Г-4. Због виших перформанси Орлови су имали предност у односу на Г-4. Зато су 24. марта, у часовима управо пред почетак бомбардовања, Орлови из састава 252. лбае прелетели са матичног аеродрома на Поникве. Седам Г-4 остало је у растреситом размештају у кругу аеродрома у Батајници, и нису летели током рата. Осим Орлова из 98. пука, на борбене задатке летели су и Г-4 из 229. лбае. Девет авиона је 24. марта, такође у часовима пред почетак бомбардовања, прелетело са Голубоваца на аеродром у Нишу. Пилоти 229. лбае изводили су борбене летове у условима потпуне превласти противника у ваздушном простору. До Космета летели су на малим висинама, пратећи конфигурацију терена да би се уклонили из поља радарског осматрања са "авакса".
Авиони НАТО-а уништили су на аеродромима седам наоружаних и 16 ненаоружаних Г-4 и оштетили 23 авиона, од тога 14 разоружаних. Главни губитак нанео је пројектил НАТО-а који је пао близу улаза у подземно склониште у селу Тузи код Подгорице - у ланчаном пожару страдали су сви авиони „Летећих звезда“ и део ненаоружаних Г-4.

## Удеси
24.09.2008- Срушио се Г-4 Супер Галеб (№23736), произведен 1989. на аеродрому у Батајници, погинуо је пилот ВС Иштван Канас.
Г-4 Супер Галеб (№23625), произведен 1985. се срушио 7. априла 2017. на подручју села Слатина код Шапца, погинули су потпуковник ВС Ненад Ћулибрк и капетан Дејан Пандуровић. Овај авион је био преузет од Црне Горе 2010, на основу споразума о размени средстава и документације влада Србије и Црне Горе. Г-4 Супер Галеб (№23742), произведен 1990, се срушио 11. априла 2018, на подручју Ковачице, при чему је погинуо пилот мајор Роберт Калоци.

## Изложени примерци
23004, прототип изложен у Војнотехничком институту (ВТИ).
 23686, изложен испред Ваздухопловног завода „Мома Станојловић“.
 23629, изложен у Музеју ваздухопловства у Београду.
 23636, изложен у Музеју ваздухопловства у Београду.
 23733, изложен у Музеју ваздухопловства у Београду- реп авиона.
 23646, прототип Г-4М изложен у кругу касарне Бањица 2.

## Корисници

### Тренутни корисници
- Србија - 19
- Мјанмар - 3 
  - Школа за летачку обуку
- Црна Гора -3 (престали да лете,  два планирана за продају)
- Хрватска Компанија "ZPZ Aerospace" -2 (користе се за цивилну обуку, осим њих компанија има 5 трупова Г4)
- Босна и Херцеговина - 1 (конзервиран на аеродрому Маховљани)
- Словенија - 1 (поклоњен од Црне Горе за музејску рестаурацију)

### Бивши корисници
- СФРЈ
  - 525. тае (од 1980. до 1987)
  - 229. лбае (од 1984. до 1992)
  - 239. лбае (од 1986. до 1992)
  - 249. лбае (од 1987. до 1992)
  - 252. лбае (од 1987. до 1992)
  - 333. нае (од 1990. до 1991)
- СР Југославија
  - 229. лбае (од 1992. до 1999)
  - 239. лбае (од 1992. до 1999. и од 2005. до 2006)
  - 242. лбае (од 1997. до 2005)
  - 252. лбае (од 1992. до 2006)
- Република Српска
  - 27. лбае (од 1992. до 1995)
- У периоду од 1990. до 1999. године седам Супер Галебова је коришћено у акро-групи ЈРВ „Летеће Звезде”.

## Карактеристике
| Карактеристике                                         | Карактеристике | Карактеристике |
| Параметри                                              | Вредности      |                |
| ------------------------------------------------------ | -------------- | -------------- |
| Посада                                                 | 2              |                |
| Дужина                                                 | 11,7 m         |                |
| Размах крила                                           | 9,9 m          |                |
| Висина                                                 | 4,28 m         |                |
| Површина крила                                         | 19,5 m²        |                |
| Маса празног, опремљеног                               | 3.134 kg       |                |
| Уобичајена маса, при полетању                          | 4.877 kg       |                |
| Максимална маса, при полетању                          | 6.300 kg       |                |
| Максимална спољна носивост (на пет линија подвешавања) | 2.053 kg       |                |
| Максимална брзина лета                                 | 910 km/h       |                |
| Минимална брзина лета                                  | 165 km/h       |                |
| Тактички радијус, при земљи                            | 300 km         |                |
| Долет                                                  | 2.500 km       |                |
| Плафон лета                                            | 14.200 m       |                |

## Наоружање
- 1 х топ калибра 23
- различите врсте невођених бомби и пројектила

Као додатак, Г-4М има повећану корисну носивост на 1950 kg и две додатне подвесне тачке на врховима крила за пројектиле ваздух-ваздух типа R-60/AA-8 Афид. Такође Г-4М може да носи ТВ навођене пројектиле типа АГМ-65 Маверик, радио навођене пројектиле ваздух-земља типа Гром-А (југословенска копија совјетских AS-7 Кери) и ТВ навођене пројектиле ваздух-земља, Гром-Б, које је пројектована као замена за Маверик. Тренутно се за Г-4М развија ласерски вођена бомба.

## Галерија
- Г-4 Супер Галеб Југословенског Ратног ваздухопловства изложен на Париском салону 1991.